# 社会保障審議会
社会保障審議会（しゃかいほしょうしんぎかい）は、厚生労働省に設置されている審議会等の一つ。2001年（平成13年）の中央省庁再編に伴い、厚生労働省設置法第6条第1項に基づき設置された。
その責務は、厚生労働大臣の諮問に応じて、社会保障制度横断的な基本事項、各種社会保障制度や人口問題等に関する事項を調査審議することである（厚生労働省設置法7条）。

## 委員
委員は、学識経験のある者のうちから厚生労働大臣が任命し、30人以内で構成される（社会保障審議会第1,3条）。任期は2年（2条）。また必要に応じて臨時委員、専門委員を置くことができる（1条）。
令和6年（第32回）委員
- 内堀雅雄 - 全国知事会社会保障常任委員会委員長（福島県知事）
- 遠藤久夫 - 学習院大学経済学部教授
- 岡明埼玉 - 県立小児医療センター病院長
- 岡部卓 - 明治大学公共政策大学院ガバナンス研究科教授
- 翁百合 - 日本総合研究所理事長
- 小国美也子 - 鎌倉女子大学児童学部教授
- 小塩隆士 - 一橋大学経済研究所教授
- 角田徹 - 日本医師会副会長
- 鎌田久美子 - 日本公衆衛生協会参与
- 神作裕之 - 学習院大学大学院法務研究科教授
- 菊池馨実 - 早稲田大学理事・法学学術院教授
- 楠岡英雄 - 国立病院機構理事長
- 小堀秀毅 - 日本経済団体連合会社会保障委員長
- 新保美香 - 明治学院大学社会学部教授
- 武田洋子 - 三菱総合研究所執行役員（兼）研究理事シンクタンク部門長
- 立谷秀清 - 全国市長会会長（相馬市長）
- 田辺国昭 - 国立社会保障・人口問題研究所所長
- 津谷典子 - 慶應義塾大学教授
- 中里道子 - 国際医療福祉大学成田病院主任教授
- 野口晴子 - 早稲田大学政治経済学術院教授
- 増田寛也 - 日本郵政株式会社取締役兼代表執行役社長
- 松田晋哉 - 産業医科大学医学部教授
- 松原由美 - 早稲田大学人間科学学術院教授
- 村上陽子 - 日本労働組合総連合会副事務局長
- 森戸英幸 - 慶應義塾大学大学院法務研究科教授
- 山口由紀子 - 相模女子大学教授
- 吉田隆行 - 全国町村会会長（広島県坂町長）

## 分科会及び部会
審議会には分野ごとに分科会が置かれている（5条）。
- 統計分科会
- 医療分科会
- 福祉文化分科会
- 介護給付費分科会
- 年金記録訂正分科会
- 年金資金運用分科会

審議会及び分科会には部会を置くことができる（6条）。
- 福祉部会、生活保護基準部会、生活困窮者の生活支援の在り方に関する特別部会、人口部会、人口構造の変化に関する特別部会、医療保険部会、児童部会、医療部会、年金数理部会、年金部会、企業年金部会、年金事業管理部会、日本年金機構評価部会、第３号被保険者不整合記録問題対策特別部会、短時間労働者への社会保険適用等に関する特別部会、障害者部会、医療観察法部会、介護保険部会、後期高齢者医療の在り方に関する特別部会、少子化対策特別部会

## 歴史
かつての総理府には、1949年より首相所属の諮問機関として社会保障制度審議会（初代会長：大内兵衛）が設置されていた。その根拠法では、内閣総理大臣及び関係各大臣は、社会保障に関する企画、立法又は運営の大綱に関して、あらかじめ、審議会の意見を求めなければならないとされていた。
その後2001年中央省庁再編に伴い、社会保障制度審議会は解体され、旧厚生省の人口問題審議会、厚生統計協議会、医療審議会、中央社会福祉審議会、身体障害者福祉審議会、中央児童福祉審議会、医療保険福祉審議会、年金審議会の社会保障関係の8審議会らと整理合理化され、社会保障審議会が発足した。